# Naturschutzgebiet Arnsberger Stadtwald
Das Naturschutzgebiet Arnsberger Stadtwald mit einer Größe von 1444,1 ha liegt süd- und westlich von Arnsberg im Hochsauerlandkreis. Es wurde 2021 mit dem Landschaftsplan Arnsberg durch den Kreistag des Hochsauerlandkreises als Naturschutzgebiet (NSG) ausgewiesen. Von 1998 bis 2021 gehörten die Flächen zum Landschaftsschutzgebiet Arnsberg. Das NSG grenzt im Süden und Westen teilweise an die Stadtgrenze von Sundern. Das gesamte NSG gehört zum FFH-Gebiet Waldreservat Obereimer DE 4514-303. Drei Teile des NSG sind als Wildnisgebiete ausgewiesen.

## Gebietsbeschreibung
Das Naturschutzgebiet wird überwiegend geprägt von Hainsimsen-Buchenwäldern, die auf silikatgeprägten Böden stocken. Bei Ausweisung wiesen die Buchenwälder meist geringes bis mittleres Baumholzalter auf mit geringen Alt- und Totholzanteilen. In den bewaldeten Bachtalabschnitten der Oberläufe des Walpketales, des Hellefelder Bachtales, des Mühlenbachtales und des Stockumer Bachtales befinden sich bachbegleitende Erlen-Auenwälder. Insbesondere unterhalb der Quellbachregionen nehmen diese bachbegleitende Erlen-Auenwälder dabei größere Fläche ein. An wenigen Stellen, z. B. im Stockumer Bachtal stocken angrenzend an den Erlenauenwald auf etwas höherem Niveau sehr gut strukturierte, alte Hainbuchen-Auenwälder. Insbesondere unterhalb der Hellefelder Höhe befanden sich bei Ausweisung zahlreiche Windwurfflächen vom Orkan Kyrill im Jahr 2007. Das Schutzgebiet ist durch mehrere bewaldete oder teils unbewaldte Mittelgebirgsbachtäler gegliedert und begrenzt. Die unbewaldeten Talbereiche im NSG sind als separate Naturschutzgebiete ausgewiesen worden. Im NSG befinden sich Reste der Höhenburg „Alte Burg“ und Pingenfelder.
Laut Landschaftsplan soll die Aufstellung eines detaillierten Maßnahmenkonzeptes erfolgen, um die ökologischen Entwicklungsperspektiven und die forstwirtschaftlichen Belange in Einklang zu bringen.
Der Landschaftsplan führt als zusätzliche Entwicklungsmaßnahme auf, dass vorhandene nicht bodenständigen Baumarten von den Sonderstandorten wie Tälern und auf Moorböden entfernt werden sollen.

## Spezielle Schutzzwecke für das NSG
Das NSG soll das Waldgebiet mit Arteninventar schützen. Wie bei allen Naturschutzgebieten in Deutschland wurde in der Schutzausweisung darauf hingewiesen, dass das Gebiet „wegen der Seltenheit, besonderen Eigenart und Schönheit des Gebietes“ zum Naturschutzgebiet erklärt wurde. Laut Landschaftsplan erfolgte die Ausweisung speziell zu:
- „Erhaltung und Entwicklung flächengroßer, oft starkholzreicher, naturnaher Laubholz-, speziell Hainsimsen-Buchenwälder;“
- „Erhaltung und Entwicklung naturnaher Fließgewässer, deren Auen und bachbegleitenden Erlen-Eschenwäldern;“
- „Schutz und Erhaltung der potentiell natürlichen Lebensgemeinschaften vor dem Hintergrund ihrer Bedeutung als Refugiallebensraum;“
- „Entwicklung der Waldgesellschaften durch Umbau des Arteninventars und damit einhergehende optimierende Vernetzung;“
- „Sicherung der Kohärenz und Umsetzung des Europäischen Schutzgebietssystems Natura 2000.“
- „Das NSG dient auch der nachhaltigen Sicherung von besonders schutzwürdigen Lebensräumen nach § 30 BNatSchG und von Vorkommen seltener Tier- und Pflanzenarten.“[1]